# Lalouret-Laffiteau
Lalouret-Laffiteau is een gemeente in het Franse departement Haute-Garonne (regio Occitanie) en telt 109 inwoners (2004). De plaats maakt deel uit van het arrondissement Saint-Gaudens.

## Geografie
De oppervlakte van Lalouret-Laffiteau bedraagt 5,4 km², de bevolkingsdichtheid is 20,2 inwoners per km².
De onderstaande kaart toont de ligging van Lalouret-Laffiteau met de belangrijkste infrastructuur en aangrenzende gemeenten.

## Demografie
Onderstaande figuur toont het verloop van het inwonertal (bron: INSEE-tellingen).

1. ↑  Populations de référence 2022.